# Otto Geithner

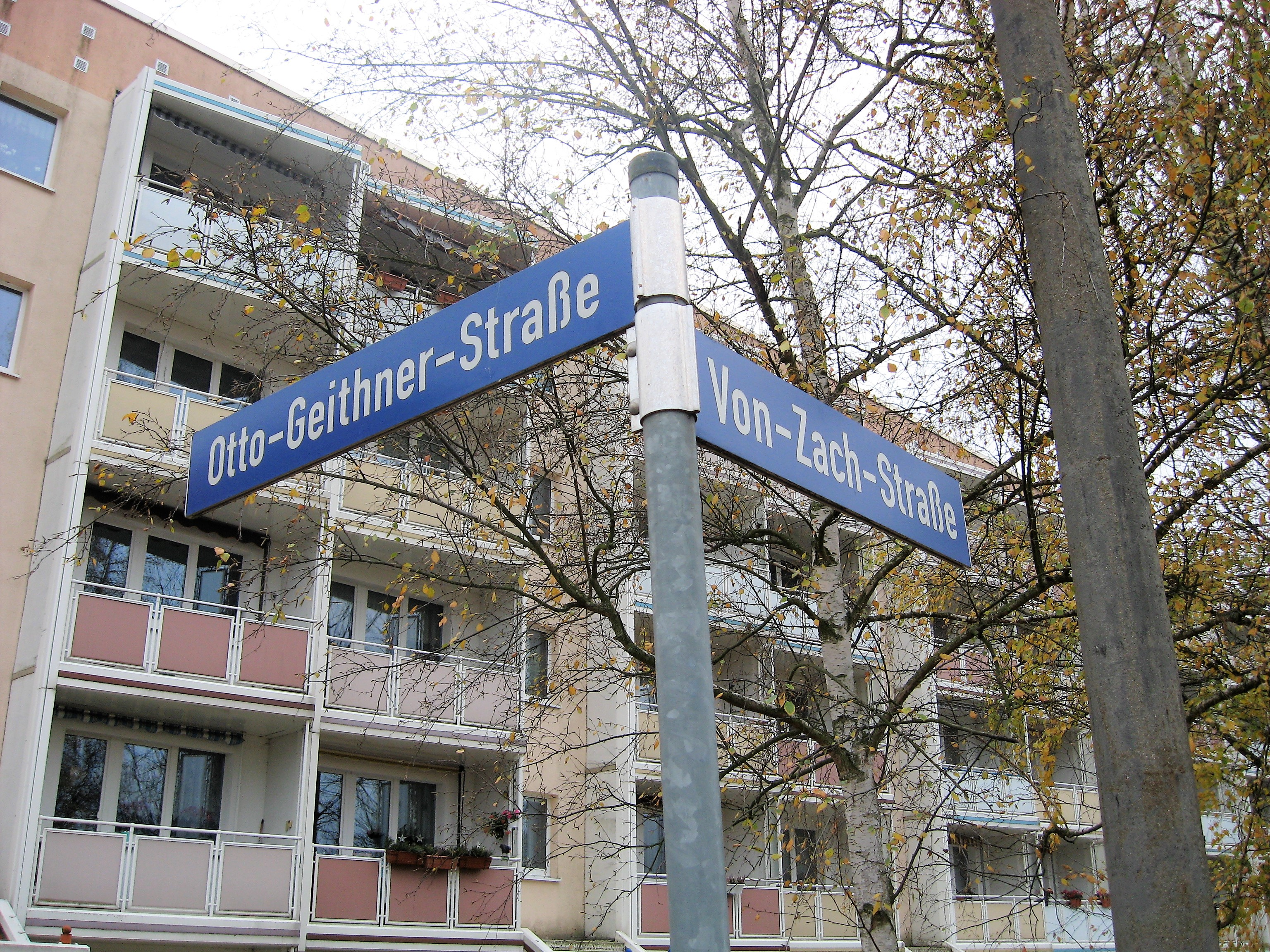
Otto-Geithner-Straße in Gotha

Otto Geithner (* 23. Mai 1876 in Merseburg; † 31. Juli 1948 in Gotha) war ein kommunistischer Politiker und Journalist.

## Leben

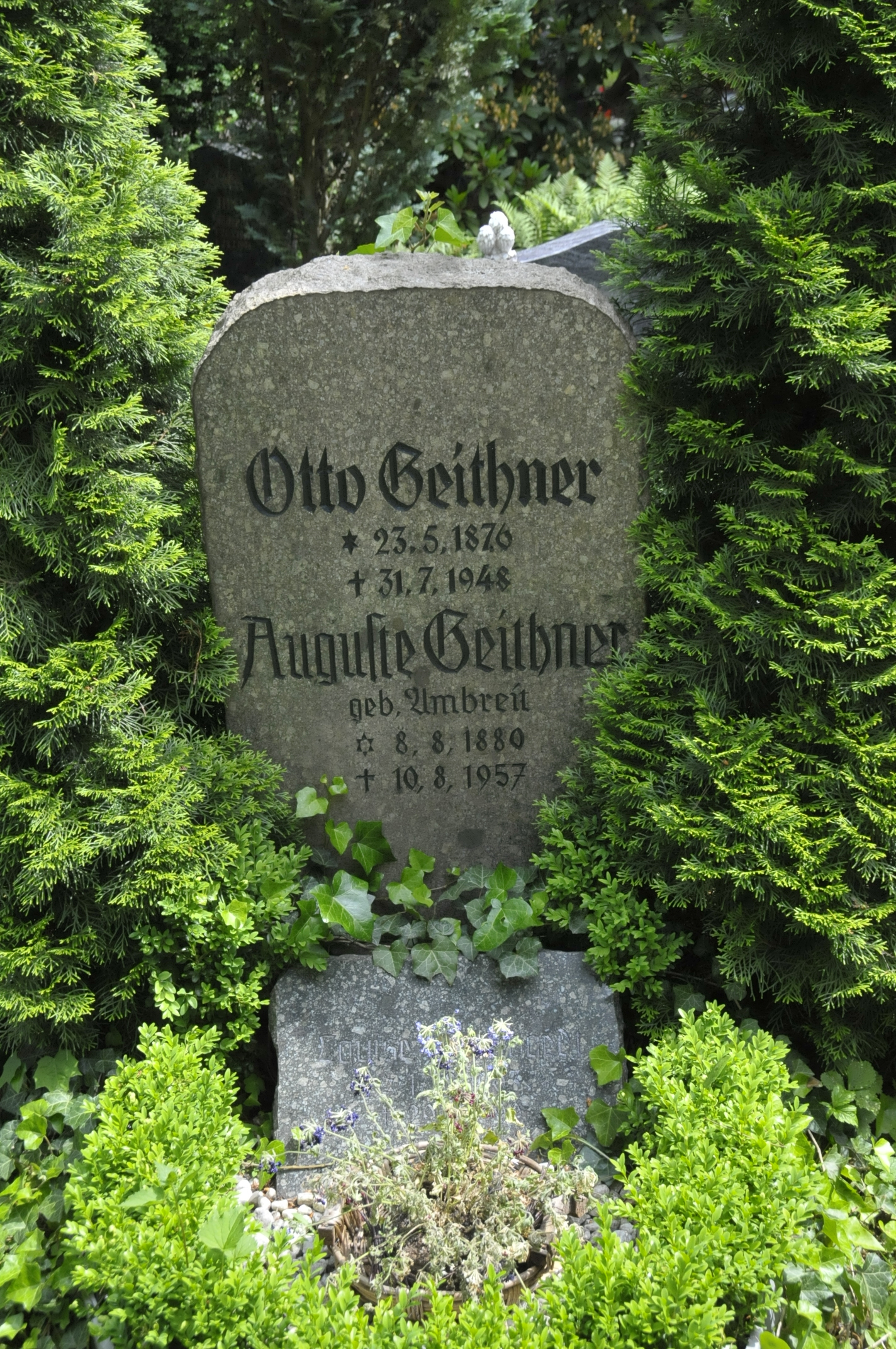
Grabstätte des Ehepaars Otto und Auguste Geithner in Gotha

Geithner besuchte von 1882 bis 1890 die Bürgerschule und absolvierte von 1890 bis 1893 eine Tischlerlehre. Nach deren Abschluss kam er auf der Walz, dort vor allem in der Schweiz, mit sozialistischen Ideen in Kontakt und schloss sich 1894 der SPD an.
1899 bis 1910 war er Vorsitzender der Arbeiterbildungsschule in Berlin, 1908 bis 1910 fungierte er als Redakteur des Pressebüros der SPD-Parteischule. Geithner war hauptamtlich für die Partei tätig: ab 1907 als Expedient des Parteiverlags, ab 1908 als Literaturredakteur des Sozialdemokratischen Pressebureaus (Vorläufer des Sozialdemokratischen Pressedienstes), ab 1910 als Redakteur und 1910 bis 1915 Chefredakteur des Gothaer Volksblattes. Von 1912 bis 1918 war er Abgeordneter des gothaischen Landtags und von 1915 bis 1918 Soldat.
Die Burgfriedenspolitik der Parteimehrheit nach Beginn des Ersten Weltkrieges ablehnend, machte Geithner aus dem von ihm geleiteten Regionalblatt ein bis zum Verbot im Februar 1915 wichtiges Organ der Kriegsgegner. Geithner nahm im März 1915 an Treffen der Gruppe Internationale teil, fertigte später illegale Flugblätter des Spartakusbundes an und schloss sich 1917 der neu gegründeten USPD an, der sich in Gotha und Umgebung große Teile der bisherigen SPD-Mitgliedschaft anschlossen.
Nach der Novemberrevolution und der Abschaffung der Monarchie war Geithner als Vorsitzender des örtlichen Rates der Volksbeauftragten bis zur Berufung von Wilhelm Bock, Emil Grabow und Adolf Schauder als Volksbeauftragte am 30. November 1918 faktisch Regierungschef des Freistaates Sachsen-Gotha. In dieser Zeit wurde auch Vorsitzender des Arbeiter- und Soldatenrates und Redakteur in Gotha.
Nach den Wahlen im Februar 1919, bei denen die USPD die absolute Mehrheit in Sachsen-Gotha erreichte, gehörte er der Landesversammlung des Freistaates Gotha bis zu seiner Auflösung 1923 an. Geithner sorgte unter anderem für Sozialreformen wie die Einführung des Acht-Stunden-Tages.
Während des Kapp-Putsches war er 1920 Mitglied der „Gefechtsleitung zur Befreiung Gothas“ von den Reichswehreinheiten.
Nach der Vereinigung der thüringischen Staaten zum Land Thüringen zog er im Mai 1920 auch in den dortigen Landtag ein, dem er bis 1927 angehörte. Mit der Mehrheit der örtlichen USPD beteiligte sich Geithner Ende 1920 am Zusammenschluss mit der KPD zur VKPD, deren „Zentralausschuss“ er vom Vereinigungsparteitag als Vertreter des Parteibezirkes Thüringen bis 1923 angehörte, weiterhin leitete er zeitweise die KPD-Tageszeitung Thüringer Volksblatt.
Der in der KPD zum „linken“ Flügel um Ruth Fischer und Arkadi Maslow, dann zum „ultralinken“ Flügel um Iwan Katz gehörende Geithner war einer der ersten prominenten parteiinternen Kritiker, der von der ab 1925 amtierenden Führung um Ernst Thälmann im März 1926 aus der Partei ausgeschlossen wurde. Geithner gründete zusammen mit den beiden ebenfalls aus der KPD ausgeschiedenen thüringischen Landtagsabgeordneten Agnes Schmidt und Hans Schreyer die Kommunistische Arbeitsgemeinschaft (KAG), die aber bei den Landtagswahlen 1927 mit 0,46 % der Stimmen den Einzug ins Parlament verfehlte. Geithner und seine Gruppe arbeiteten in der Folgezeit zeitweilig mit Karl Korsch zusammen und schlossen sich in der Endphase der Weimarer Republik der SAPD an.
1933 beteiligte sich Geithner am Widerstand gegen den Nationalsozialismus. Geithner wurde 1935 verhaftet, zu dreieinhalb Jahren Zuchthaus verurteilt und nach Verbüßung der Strafe im Oktober 1938 ins KZ Buchenwald verschleppt, wo er bis zur Befreiung im April 1945 inhaftiert war. Nach Gotha zurückgekehrt, schloss er sich der KPD an und wurde 1946 Mitglied der SED, arbeitete bei der Thüringischen Volkszeitung und war von 1946 bis zu seinem Tod Alterspräsident der Gothaer Stadtverordnetenversammlung und Direktor der Bibliothek auf Schloss Friedenstein.

## Sonstiges
Nach seinem Tod wurde Geithner im Krematorium Gotha eingeäschert. Seine Grabstätte findet sich auf dem Gothaer Hauptfriedhof (Urnenplatz 205 a).

## Ehrungen

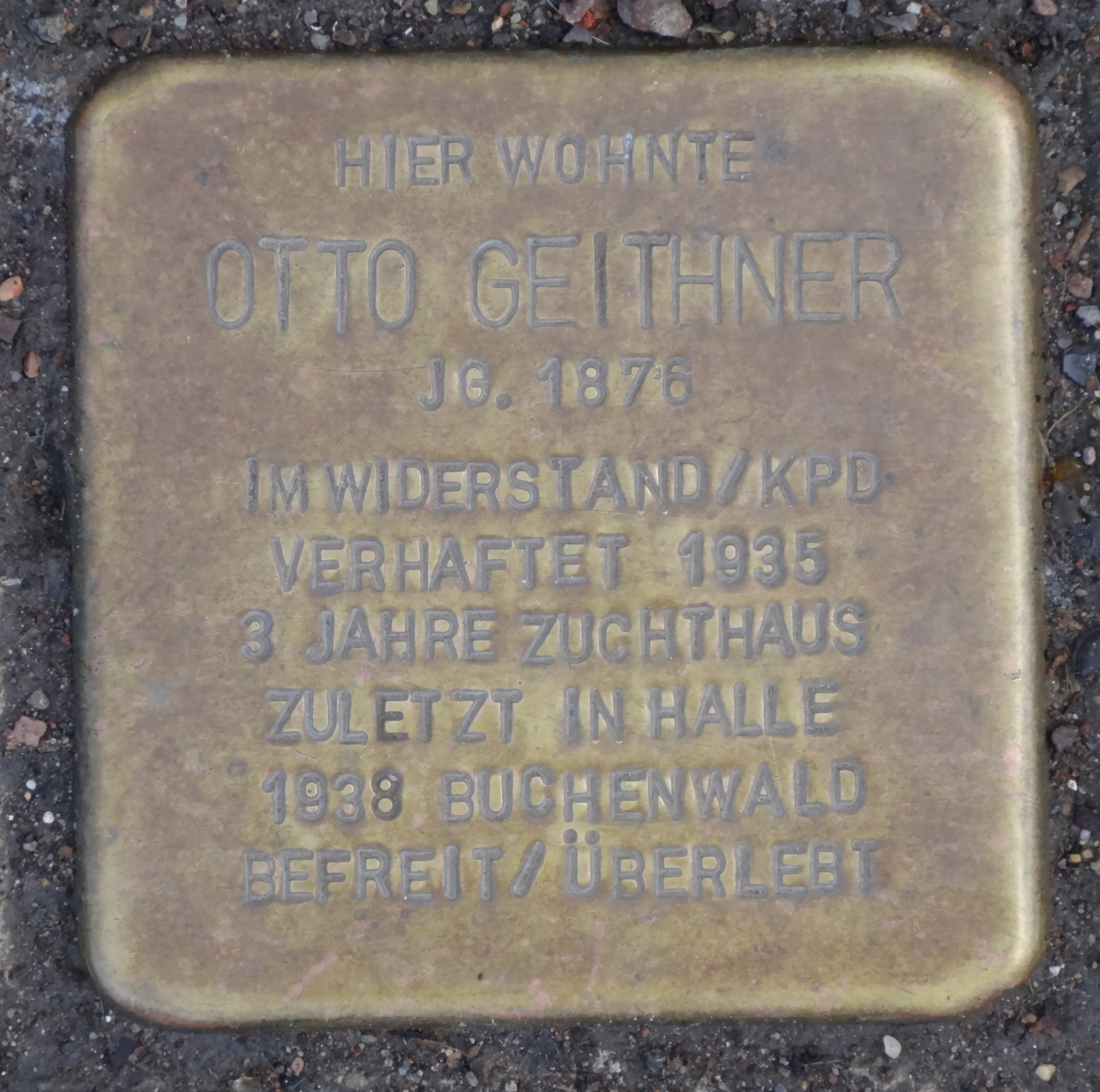

- Nach Otto Geithner ist seit 1977 in Gotha eine Straße benannt.
- Verlegung eines Stolpersteins für Otto Geithner am 4. August 2014 in Gotha, Oststr. 40